# Неплєвка
Неплєвка (рос. Неплевка) — присілок в Сурському районі Ульяновської області Російської Федерації.
Населення становить 38 осіб. Входить до складу муніципального утворення Чеботаєвське сільське поселення.

## Історія
Від 2004 року входить до складу муніципального утворення Чеботаєвське сільське поселення.

## Населення
| 2010 |
| ---- |
| 38   |